# Elezioni parlamentari in Finlandia del 1979
Le elezioni parlamentari in Finlandia del 1979 si tennero il 18 marzo per il rinnovo dell'Eduskunta. Esse hanno visto la vittoria del Partito Socialdemocratico Finlandese di Mauno Koivisto, che è divenuto Ministro capo.

## Risultati
| Liste                                | Voti      | %     | Seggi |
| ------------------------------------ | --------- | ----- | ----- |
| Partito Socialdemocratico Finlandese | 691 512   | 23,89 | 52    |
| Partito di Coalizione Nazionale      | 626 764   | 21,65 | 47    |
| Lega Democratica Popolare Finlandese | 518 045   | 17,90 | 35    |
| Partito di Centro Finlandese         | 500 478   | 17,29 | 36    |
| Lega Cristiana Finlandese            | 138 244   | 4,78  | 9     |
| Partito Rurale Finlandese            | 132 457   | 4,58  | 7     |
| Partito Popolare Svedese             | 122 418   | 4,23  | 9     |
| Partito Popolare Liberale            | 106 560   | 3,68  | 4     |
| Partito Popolare Costituzionale      | 34 958    | 1,21  | –     |
| Altri                                | 23 010    | 0,79  | 1     |
| Totale                               | 2 894 446 | 100   | 200   |